# Pietro Parente (calciatore)
Pietro Parente (Barletta, 9 novembre 1971) è un ex calciatore italiano, di ruolo centrocampista.

## Carriera

### Club
Gioca nel ruolo di centrocampista offensivo o di seconda punta, e agli esordi è stato schierato anche come terzino. Ha giocato in Serie A con il Bari, dove ha esordito il 6 aprile 1991 in Inter-Bari 5-1, la Reggiana e l'Ancona, con cui ha probabilmente vissuto la migliore stagione della carriera, nella stagione di Serie B 2000-2001, corredata da 15 reti. Dimostrò di essere un giocatore dotato di notevole talento ma che, probabilmente, per limiti caratteriali, non riuscì ad esplodere in modo definitivo. Infatti, nella stagione seguente, sempre nell'Ancona, ha avuto un rendimento alterno, dovuto principalmente ad un difficile rapporto con il suo allenatore, Luciano Spalletti. L'allenatore toscano, in un'intervista rilasciata alla Gazzetta dello Sport, ha ammesso di aver trovato delle similitudini tra l'esperienza vissuta con Pietro Parente e quella sperimentata successivamente con Marek Jankulovski, e Francesco Totti.
Ha vestito anche le maglie di Taranto, Como, Torino, Genoa, Venezia, Barletta, Cosenza e Pro Vasto.
A gennaio 2009 si è accordato con il Manduria, società tarantina che milita nel campionato di Promozione pugliese. Il 29 dicembre 2009 ha sottoscritto un accordo con il Pisticci, squadra che milita nel girone H del campionato di serie D arrivando a disputare i play-out contro il Bitonto. Nel settembre 2010 raggiunge l'accordo con un'altra società tarantina, il Maruggio, militante nel campionato di Eccellenza pugliese. Il 1º marzo 2011, si accorda con la Rubierese, squadra dilettantistica emiliana che milita nel campionato di Eccellenza. Il 20 gennaio, a causa di diverbi con la dirigenza, si svincola dalla società emiliana.

### Nazionale
Dopo aver disputato una partita con l'Under 18 (Grecia-Italia 1-0) quando era nel Settore Giovanile del Bari, nel luglio 1991 ha disputato 2 partite nella XI edizione dei Giochi del Mediterraneo svoltasi ad Atene in Grecia, e nel settembre dello stesso anno ha disputato l'unica partita nell'Under-21 giocata in Svezia (2-2 il risultato finale).

## Palmarès

### Club

#### Competizioni nazionali
- Serie C2: 1

Cavese: 2005-2006
- Supercoppa di Lega Serie C2: 1

Cavese: 2006